# Arthur Nesnidal
Arthur Nesnidal, né le 30 avril 1996 à Fontenay-aux-Roses, est un auteur et journaliste français.

## Biographie
Né à Fontenay-aux-Roses, dans les Hauts-de-Seine, Arthur Nesnidal mène ses études supérieures à Clermont-Ferrand, tout d'abord quelques mois hypokhâgne au lycée Blaise Pascal en 2018, puis en licence de philosophie à l'Université Blaise-Pascal.
Occasionnellement chroniqueur pour le magazine Siné Mensuel, il s'est également impliqué en politique et a participé aux élections législatives françaises de 2017 dans la cinquième circonscription du Puy-de-Dôme en tant que suppléant de Sara Perret pour la France Insoumise.
Il publie en août 2018 chez Julliard un premier roman, intitulé La Purge. Cette publication provoque un certain émoi dans la presse, car c'est une critique virulente du système des classes préparatoires,.
Son deuxième ouvrage, Sourde colère, parait en 2020, toujours chez Julliard[réf. nécessaire].

## Critiques du romanLa Purge
Dans le roman La Purge, Arthur Nesnidal utilise son expérience en classes préparatoires littéraires pour narrer le parcours d'un hypokhâgneux qui rencontre une succession de désillusions, d'injustices et de manque d'humanité. Au-delà de la description d'un monde hostile, il déclare avoir voulu écrire une œuvre engagée pour dénoncer ce qu'il pense être une « purge » des classes populaires pour les exclure de la culture classique,.
Pour la critique littéraire Léopoldine Leblanc de Livres hebdo, Arthur Nesnidal « a des comptes à régler », pour Jean-Claude Perrier, du même magazine, le jeune écrivain a « une plume acérée, sophistiquée aussi » et pour Bénédicte de Loriol du webzine culturel PublikArt, « la plume de cet auteur est indéniablement époustouflante ». Enfin, pour Gilles Heuré, de Télérama, le roman est « un premier roman empreint d’une rage salutaire, qui sait aussi faire preuve d’une belle ironie à l’égard de l’institution » et pour Jean-Paul Brighelli de Valeurs Actuelles, « c’est à une réflexion sur ces classes qui sont le meilleur de ce que la formation à la française peut offrir, et, trop souvent, le pire, que l’auteur nous invite »[passage promotionnel].

## Œuvres
- 2018 : La Purge, éditions Julliard
- 2020 : Sourde colère, Julliard
- 2022 : La Mécanique du singe, Mialet Barrault